# Фавале (Терамо)
Фавале (итал. Favale) је насеље у Италији у округу Терамо, региону Абруцо.
Према процени из 2011. у насељу је живело 109 становника. Насеље се налази на надморској висини од 160 м.